# Walter Mirabelli (calciatore 1934)
Walter Mirabelli (Gavi, 23 agosto 1934) è un ex calciatore italiano, di ruolo centrocampista.

## Carriera
Debutta in Serie C nel 1950 con l'Alessandria, dove rimane fino al 1955 con l'intermezzo di una stagione in prestito nelle giovanili del Torino; con i grigi disputa due campionati di Serie B per un totale di 42 presenze.
Dopo altri due anni in Serie B con il Marzotto Valdagno, con cui totalizza altre 41 presenze, passa al Lecce in Serie C dove mette a segno 7 reti in una stagione.